# Шамуярира, Натан
Натан Марвиракува Шамуярира (англ. Nathan Marwirakuwa Shamuyarira; 29 сентября 1928, Южная Родезия — 4 июня 2014, Хараре, Зимбабве) — зимбабвийский государственный деятель, министр иностранных дел Зимбабве (1987—1995).

## Биография
Окончил школу при Waddilove Institute. До 1953 года преподавал в начальных школах, затем становится журналистом в газете Лимитед, сделав карьеру, в 1956 году стал первым редактором-африканцем Daily News. В 1962 году оставил журналистику, чтобы присоединиться к ЗАПУ. Однако уже через год он выходит из ЗАПУ и становится активистом ЗАНУ. В сентябре 1963 года покинул Южную Родезию и уехал изучать политологию в Принстонском университете США, который окончил в 1967 году. Затем читал лекции в Университете Дар-эс-Салама в Танзании, одновременно по партиной линии становится секретарем ЗАНУ по международным делам.
После провозглашения независимости Зимбабве (1980) занимал ряд ключевых должностей в правительстве страны:
- 1980—1982 гг. — министр информации и туризма, на этом посту ввел жесткую аккредитацию для иностранных журналистов, которая должна была проходить ежемесячно,
- 1982—1987 гг. — министр информации, почт и телекоммуникаций,
- 1987—1995 гг. — министр иностранных дел Зимбабве,
- 1995—1996 гг. — министр общественных работ, труда и социального обеспечения,
- 1996—2000 гг. — министр промышленности и торговли Зимбабве.

В 2004 году был назначен секретарем по информации и связям с общественностью ЦК ЗАНУ-ПФ. В июне 2006 году он обвинил Международную группу по предотвращению кризисов в попытке организации переворота против президента Мугабе путём поддержки Движения за демократические перемены. В октябре того же года оказался вовлечен в очереддной скандал. Он публично высказал поддержку действиям зимбабвийских властей 1982 году, направившим в провинцию Матабелеленд Пятую бригаду, что привело к гибели 20 000 человек.
Являлся автором биографии президента Мугабе.